# Chonocephalus
Chonocephalus is een geslacht van insecten uit de familie van de Bochelvliegen (Phoridae), die tot de orde tweevleugeligen (Diptera) behoort.

## Soorten
- C. americanus Borgmeier, 1963
- C. bentacaisei (Santos Abreu, 1921)
- C. depressus Meijere, 1912
- C. heymonsi Stobbe, 1913
- C. laetus Borgmeier, 1963